# エドゥアルト・シュプランガー

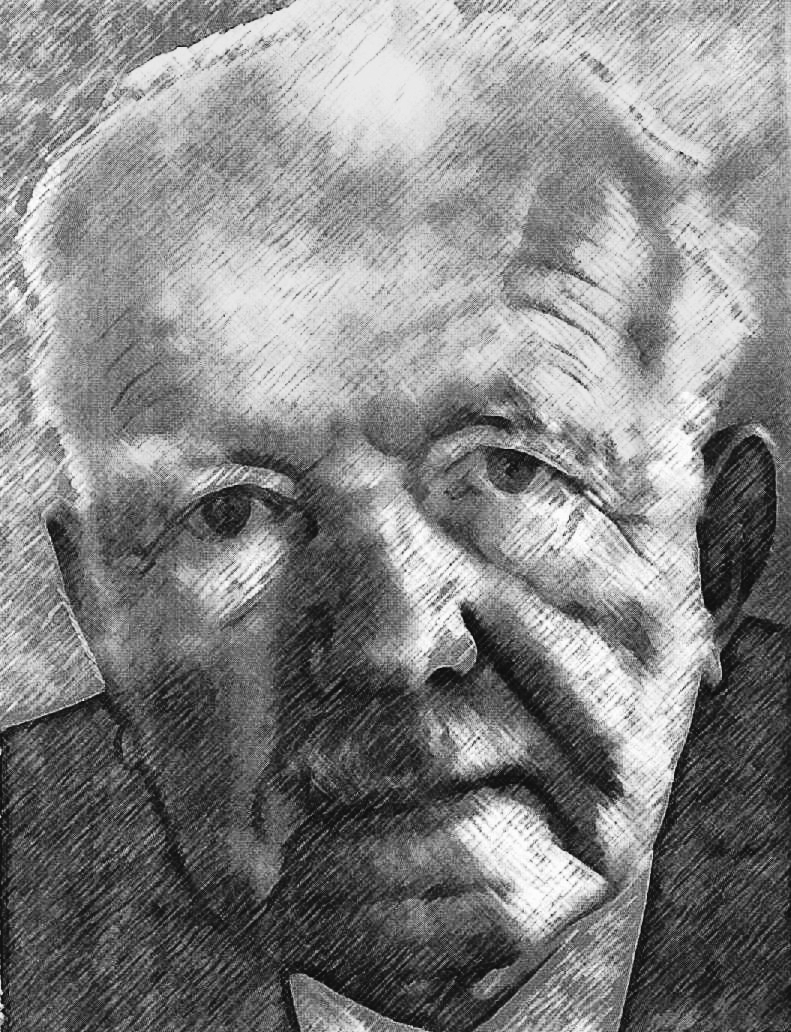
エドゥアルト・シュプランガー

エドゥアルト・シュプランガー（Eduard Spranger、1882年6月27日 - 1963年9月17日）は、ドイツの教育学者、哲学者、心理学者。ベルリン生まれ。

## 経歴
シュプランガーは、1911年からライプツィヒ大学の教授、1920年ベルリン大学に移り、1946年以降はテュービンゲン大学に在職した。その途中、1936年-1937年の間、シュプランガーは客員教授として日本に滞在していた事もあるが、これはヒットラーに批判的であったシュプランガーをドイツ国外に移し、冷却期間を置くという政治的意味合いもあった。また、彼は1934年-1944年、ベルリン水曜協会（de:Mittwochsgesellschaft）のメンバーでもあり、ここで時事的な議論を当時の主要な知識人たちと交わしていた。

## 思想上の立ち位置
シュプランガーは、ヴィルヘルム・ディルタイの解釈学の伝統の中に立っていた。彼はいわゆる精神科学志向の教育というドイツ独自のスタイルを直視する代表者の1人といってもいい。また彼は20世紀の前半の教育学のさまざまな論争の中で重要な役割を演じている。

## 思想
彼はディルタイの世界観論に依拠しながら人間の『生の諸形式』（Lebensformen）のいわばカタログを作り上げた。それにより、理論的、美的、社会的、経済的、そして宗教的な人間、ならびに権力的な人間が区別された。これらの基本的な類型、なかでも経済的人間（homo oeconomicus）という表現に、シュプランガーは独自の概念規定を付け加えたが、これらの類型を人間の発達の諸段階の中で具体的なものとして描いて見せた。
特に有名なのは、「郷土科」の教育的価値についての講演で、この中で彼はかなり早く精神的な根源感情や土地の繋がりあった感情といった概念を使って見せている。これらは後に彼の意図とは反してドイツ国家社会主義の思想の中核部分に取り込まれていった。1945年以後も、『郷土科』において、この講演はたびたび版を重ねている。こうした文化的な遺産の教育価値を高く評価するところで、彼の教育学の立場を文化教育学と評する。
またシュプランガーは、職業教育学の古典にも数えられ、その理論形成に重要な寄与を果たしている。とりわけ、彼はヴィルヘルム・フォン・フンボルトの立場に賛同しつつも、その超克を意図して、一般教育と職業教育の関係の問題を詳論している。 
この話題では、「3段階論」を彼は提唱する。人はまずいわゆる一般教育的な学校制度の中で基礎的な人間形成を身につける。これが自分の関心や才能に合わせてより専門的人間形成に特化されていく。これが第2段階である。ここで既に職業教育についても話を聞き、第3段階になって初めてこれが一般的な教育に発展させられていく。人は「今や、その中心的な領域から発せられた光」の跡をたどる、と彼はいう。この段階を経て、シュプランガーによれば、それぞれひとつの段階が完結する前に、新しい段階が始まるというふうに、成長発展が継起していくというのである。 

## 6類型
シュプランガーは、人がどの領域に文化的価値をおいているかにより、6つの類型に分類した。
- 理論型 - 理論が通じることや真理に価値をおく。論理的に理解することで真理を追究する。
- 経済型 - 金銭的・社会的地位に価値をおく。利己主義的で、経済的観点から物事を捉える。
- 審美型 - 美的なもの、楽しいことに価値をおく。ものごとを感情を通して考える。
- 宗教型 - 神を崇め、信仰に価値をおく。博愛的で、人生を見つめ、道徳的に生きようとする。
- 権力型 - 他人を自分の意のまま従わせることに価値をおく。権力掌握に満足感を覚える。
- 社会型 - 社会への奉仕活動や福祉にかかわることに価値をおき、人の役に立つ行動をとる。

## 主要な著作
- Lebensformen（『生の形式』）; Halle 1921
  - 伊勢田耀子訳『文化と性格の諸類型』（世界教育学選集18・19）明治図書出版　1961年
- Psychologie des Jugendalters（『青年心理学』）; Leipzig 1924.
  - 土井竹治訳『青年の心理』刀江書院　1957年
  - 土井竹治訳『青年の心理』五月書房　1973年
  - 原田茂『青年の心理』協同出版　1973年
- 『文化哲学概論:「生の形式」』内外出版　1926年
- 『国民精神文化講演集』国民精神文化研究所　1935年
- 篠原正瑛訳『たましいの魔術』岩波書店　1951年
- 杉谷雅文・村田昇訳『教育的展望:現代教育の諸問題』関書院　1956年/ 東信堂　1987年
- 長尾十三二訳『ドイツ教育史』明治図書　1977年
- 村井実・長井和雄『文化と教育』玉川大学出版部　1983年
- 村田 昇・山崎 英則訳『人間としての在り方を求めて:存在形成の考察』東信堂　1990年